# Kate Micucci
Kate Micucci (Jersey City, 31 marzo 1980) è un'attrice e comica statunitense.

## Biografia
È  nata a Jersey City il 31 marzo 1980 da Lynn e Michael Micucci. Entrambi i nonni paterni e la nonna materna erano di origine italiana, mentre il nonno materno era di padre polacco e madre ceca. Kate Micucci è cresciuta a Nazareth, in Pennsylvania, dove ha imparato a suonare il pianoforte, ispirata da sua madre. Ha frequentato la Nazareth Area High School e il Keystone College di La Plume, in Pennsylvania. Ha conseguito la laurea in studi artistici presso la Loyola Marymount University di Los Angeles nel 2003.
Nel 2007, al Upright Citizens Brigade Theatre di Los Angeles, incontra l'attrice Riki Lindhome e nasce il duo comedy-folk Garfunkel and Oates.
Nel febbraio 2018 sposa il cantautore e produttore discografico Jake Sinclair.
È conosciuta soprattutto per aver interpretato Stephanie Gooch nella serie TV Scrubs - Medici ai primi ferri (stagione 8-9), Shelley in Aiutami Hope! (stagione 1-4) e la sociofobica Lucy in The Big Bang Theory (stagione 6-7).
Nel 2021 prende parte alla decima stagione della pluripremiata serie TV American Horror Story, nei panni della First Lady Jaqueline Kennedy.

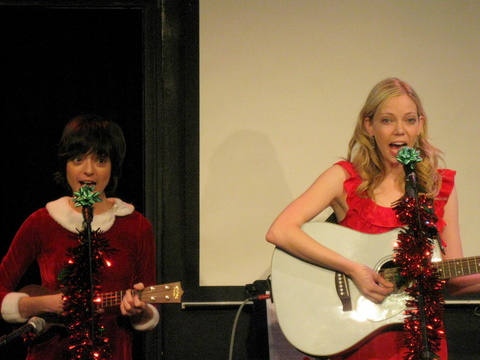
Kate Micucci (a sinistra) con Riki Lindhome a Natale del 2009

## Filmografia

### Attrice

#### Cinema
- Beat the Street, regia di Eric Mansur – cortometraggio (2007)
- Bart Got a Room, regia di Brian Hecker (2008)
- Husband for Hire, regia di Kris Isacsson (2008)
- Las Vegas - Terapia per due (Finding Amanda), regia di Peter Tolan (2008)
- Imaginary Larry, regia di Riki Lindhome e Dori Oskowitz – cortometraggio (2009)
- The Last Hurrah, regia di Jonathan W. Stokes (2009)
- La fontana dell'amore (When in Rome), regia di Mark Steven Johnson (2010)
- Smothered, regia di Andy Ackerman (2011)
- Annie Parker (Decoding Annie Parker), regia di Steven Bernstein (2012)
- Electric Slide, regia di Tristan Patterson (2014)
- Ti lascio la mia canzone (Rudderless), regia di William H. Macy (2014)
- Don't Think Twice, regia di Mike Birbiglia (2016)
- Unleashed, regia di Finn Taylor (2016)
- Sandy Wexler, regia di Steven Brill (2017)
- The Little Hours, regia di Jeff Baena (2017)
- Seven Stages to Achieve Eternal Bliss, regia di Vivieno Caldinelli (2018)
- Un'ultima risata (The Last Laugh), regia di Greg Pritikin (2019)
- Jay e Silent Bob - Ritorno a Hollywood (Jay and Silent Bob Reboot), regia di Kevin Smith (2019)
- Flora & Ulisse (Flora & Ulysses), regia di Lena Kahn (2021)
- Clerks III, regia di Kevin Smith (2022)

#### Televisione
- Malcolm (Malcolm in the Middle) – serie TV, episodio 7x21 (2006)
- How I Met Your Mother – serie TV, episodio 2x08 (2006)
- Four Kings – serie TV, 7 episodi (2006)
- Cory alla Casa Bianca (Cory in the House) – serie TV, episodi 1x11-1x14 (2007)
- Scrubs - Medici ai primi ferri (Scrubs) – serie TV, 5 episodi (2009)
- Til Death - Per tutta la vita ('Til Death) – serie TV, 12 episodi (2010)
- Bored to Death - Investigatore per noia (Bored to Death) – serie TV, episodi 2x04-2x06 (2010)
- Aiutami Hope! (Raising Hope) – serie TV, 26 episodi (2010-2014)
- Psych – serie TV, episodio 6x14 (2012)
- The Big Bang Theory – serie TV, 8 episodi (2013; 2017)
- Garfunkel and Oates – serie TV, 8 episodi (2014)
- Another Period – serie TV, 5 episodi (2015-2018)
- Easy – serie TV, episodi 1x06-2x08-3x04 (2016-2019)
- Mom – serie TV, episodi 7x01-7x10 (2019)
- Supergirl – serie TV, episodio 5x01 (2019)
- American Horror Story - serie TV, 4 episodi (2021)
- Cabinet of Curiosities – serie TV, episodio 1x04 (2022)

### Doppiatrice
- Motorcity – serie animata, 16 episodi (2012-2013)
- Steven Universe – serie animata, 34 episodi (2013-2019)
- Rio 2 - Missione Amazzonia (Rio 2), regia di Carlos Saldanha (2014)
- Teenage Mutant Ninja Turtles - Tartarughe Ninja (Teenage Mutant Ninja Turtles) – serie animata, 8 episodi (2014-2017)
- Be Cool, Scooby-Doo! – serie animata, 52 episodi (2015-2017)
- La legge di Milo Murphy (Milo Murphy's Law) – serie animata, 22 episodi (2016-2019)
- DuckTales – serie animata, 55 episodi (2017-2021)
- Unikitty! – serie animata, 97 episodi (2017-2020)
- Show Dogs - Entriamo in scena (Show Dogs), regia di Raja Gosnell (2018)
- Steven Universe: il film (Steven Universe: The Movie), regia di Rebecca Sugar – film TV (2019)
- Scooby-Doo and Guess Who? – serie animata, 46 episodi (2019-in corso)

## Discografia
EP
- 2009 - Songs
- 2010 - EP Phone Home

## Doppiatrici italiane
Nelle versioni in italiano delle opere in cui ha recitato, Kate Micucci è stata doppiata da:
- Letizia Scifoni in La fontana dell'amore, Cabinet of Curiosities
- Monica Vulcano in Till Death - Per tutta la vita
- Roberta De Roberto in The Big Bang Theory
- Alessandra Karpoff in How I Met Your Mother
- Virginia Brunetti in Malcolm
- Emma Grasso in Aiutami Hope
- Emanuela Damasio in Electric Side
- Giulia Tarquini in Easy
- Martina Felli in Annie Parker
- Maria Giulia Ciucci in Supergirl
- Lucrezia Marricchi in Un'ultima risata

Da doppiatrice è sostituita da:
- Rachele Paolelli in Be Cool, Scooby-Doo!, Scooby-Doo & Batman: il caso irrisolto, Scooby-Doo! Grande festa in spiaggia, Scooby-Doo! e WWE - La corsa dei mitici Wrestlers, Scooby-Doo! Il fantasma del Ranch, Scooby-Doo! e il Fantasma Rosso, Scooby-Doo! e la maledizione del tredicesimo fantasma, Scooby-Doo! Ritorno sull'isola degli Zombie, Scooby-Doo and Guess Who?, Supernatural (Velma 2ª voce)
- Monica Bertolotti in Ducktales
- Lidia Perrone in Steven Universe
- Dimitri Winter in LEGO Batman - Il film